# Dhuizel
Dhuizel é uma comuna francesa na região administrativa de Altos da França, no departamento de Aisne. Estende-se por uma área de 6,81 km². Em 2010 a comuna tinha 113 habitantes (densidade: 16,6 hab./km²).